# Argentinische Badmintonmeisterschaft
Argentinische Badmintonmeisterschaften werden seit 1980er Jahren ausgetragen. 2011 fanden die nationalen Titelkämpfe Argentiniens im Badminton zum 19. Mal statt. In den 2010er Jahren wurde mit dem Torneo Argentino eine Badminton-Großveranstaltung eingeführt.

## Austragungsorte
| - 1993: CeNARD, Buenos Aires - 1994: Mar del Plata - 14.–16. Oktober 1995: Merlo - 24.–25. Mai 1996: Tandil - 9.–11. Mai 1997: Tandil - 23.–25. Mai 1998: Mar del Plata - 5.–7. November 1999: Tandil - 14.–16. Juli 2000: Merlo - 20.–22. Juli 2001: Eldorado | - 7.–8. September 2002: Rauch - 3.–4. August 2003: Ezeiza - 18.–19. September 2004: Tandil - 2005: Buenos Aires - 2006: Rauch - 9.–10. Juni 2007: Buenos Aires - 30.–31. Oktober 2008: Mar del Plata - 7.–8. November 2009: Buenos Aires - 5.–6. Mai 2010: Neuquén |

## Die Titelträger
| Saison    | Herreneinzel      | Dameneinzel         | Herrendoppel                      | Damendoppel                      | Mixed                             |
| --------- | ----------------- | ------------------- | --------------------------------- | -------------------------------- | --------------------------------- |
| 1986      | Guillermo Pefaur  | nicht ausgetragen   | Guillermo Pefaur Ignacio Robredo  | nicht ausgetragen                | nicht ausgetragen                 |
| 1993      | Jorge Meyer       | Marion Meyer        | Jorge Meyer Jorge Possiel         | Marion Meyer Alice Garay         | Alejandro Meyer Carolina Lux      |
| 1994      | Jorge Meyer       | Alice Garay         | Jorge Meyer Luciano Colavitta     | Karen Larsen Celica Christensen  | Jorge Meyer Alice Garay           |
| 1995      | Jorge Meyer       | Alice Garay         | Jorge Meyer Alejandro Meyer       | Roswitha Szczepanski Alice Garay | Alejandro Meyer Alice Garay       |
| 1996      | Jaroslaw Klysz    | Andrea Somrau       | Guillermo Bronstrup Michael Garay | Andrea Somrau Alice Garay        | Ronaldo Meyer Liliana Semeguén    |
| 1997      | Jaroslaw Klysz    | Lorena Bugallo      | Facundo Fernandez Jaroslaw Klysz  | Lorena Bugallo María José Avila  | Jaroslaw Klysz Leticia Scrocca    |
| 1998      | Jorge Meyer       | Rosa Tito Rigau     | Jorge Meyer Oscar Malamud         | Lorena Bugallo María José Avila  | Jaroslaw Klysz Leticia Scrocca    |
| 1999      | keine Daten       | keine Daten         | David Sobol                       | keine Daten                      | keine Daten                       |
| 2000      | Joaquin Berrios   | Cecilia Gracia Reid | David Sobol Gastón Harkes         | keine Daten                      | David Sobol Cecilia Gracia Reid   |
| 2001      | keine Daten       | keine Daten         | keine Daten                       | keine Daten                      | keine Daten                       |
| 2002      | Joaquin Berrios   | Soledad Pisonero    | Joaquin Berrios Gastón Harkes     | Soledad Pisonero Elizabeth Roza  | Santiago Bugallo Clara Bertagno   |
| 2003      | Joaquin Berrios   | Soledad Pisonero    | Joaquin Berrios Santiago Bugallo  | Soledad Pisonero Alice Garay     | Joaquin Berrios Laura Berrios     |
| 2004      | Joaquin Berrios   | Alice Garay         | Joaquin Berrios Santiago Bugallo  | Clara Bertagno Alice Garay       | Santiago Bugallo Clara Bertagno   |
| 2005 2016 | keine Daten       | keine Daten         | keine Daten                       | keine Daten                      | keine Daten                       |
| 2017      | Federico Díaz     | Barbara Berruezo    | Dino Delmastro Serafín Zayaso     | nicht ausgetragen                | Federico Díaz Celeste Perillat    |
| 2018      | Nicolás Oliva     | Barbara Berruezo    | Federico Díaz Pablo Macagno       | nicht ausgetragen                | Pablo Macagno Florencia Bernatene |
| 2019      | Nicolás Oliva     | Yovela Petrucci     | Nicolás Oliva Santiago Otero      | nicht ausgetragen                | Santiago Otero Ailén Oliva        |
| 2020 2021 | nicht ausgetragen | nicht ausgetragen   | nicht ausgetragen                 | nicht ausgetragen                | nicht ausgetragen                 |
| 2022 2024 | keine Daten       | keine Daten         | keine Daten                       | keine Daten                      | keine Daten                       |